# Percy Loraine
Percy Lyham Loraine, né le 5 novembre 1880 à Londres et mort le 23 mai 1961 à Londres, est un diplomate britannique qui fut haut commissaire en Égypte de 1929 à 1933, ambassadeur en Turquie de 1933 à 1939, ambassadeur en Italie de 1939 à 1940. Plus tard, il s'est investi dans l'élevage de pur-sangs pour les courses de chevaux et a gagné le 2000 Guineas Stakes en 1954 avec son cheval Darius. C'était le dernier des baronnets Loraine, car il n'eut pas de descendance masculine.

## Formation
Loraine naît à Londres le 5 novembre 1880, deuxième fils de l'amiral Sir Lambton Loraine et de son épouse Frederica Mary, née Broke. Il suit ses études à Eton de 1893 à 1899, puis au New College (Oxford). Au début de la seconde guerre des Boers en 1899, il rejoint l'Imperial Yeomanry et sert en service actif en Afrique du Sud jusqu'en 1902. En 1904, il rejoint les services diplomatiques.

## Carrière diplomatique
Loraine sert d'abord au Proche-Orient, à la mission britannique de Constantinople, puis à Téhéran, où il est envoyé extraordinaire et ministre plénipotentiaire entre 1921 et 1926, avant d'être en poste à Rome, Pékin, Paris et Madrid. Il prend part à la conférence de Versailles de 1919, puis il est envoyé comme ministre à Téhéran et ensuite à Athènes.
En 1929, il est nommé haut commissaire pour l'Égypte et le Soudan ; mais sa politique laxiste à l'égard du roi Fouad qui prend une certaine autorité sur le gouvernement égyptien entraîne son changement de poste en 1933 et sa nomination à Ankara où il arrive en décembre. Les relations turco-britanniques n'étaient pas au mieux. Les deux pays avaient été ennemis pendant la Première Guerre mondiale et pendant la guerre de 1919-1923. la proclamation de la république n'avait pas été vue d'un bon œil par le Royaume-Uni et le désaccord concernant le statut de Mossoul dans le nord de l'Irak avait accru les tensions. De plus le Royaume-Uni s'était constamment opposé à l'entrée de la Turquie à la Société des Nations jusqu'en 1932. Sir Percy Loraine devient proche du président Atatürk lorsqu'il est en poste à Ankara, ce qui améliore les relations entre les deux pays. C'est lui qui prépare la visite privée du roi Édouard VIII en septembre 1936 à Istanbul (premier souverain européen à venir après Guillaume II en 1898). En tant qu'ambassadeur, Sir Percy Loraine  rend hommage à Atatürk sur son lit de mort et participe plus tard à une émission de la BBC en mémoire du dixième anniversaire de la mort du président turc. En 1938, Loraine est favorable aux accords de Munich.
Il fut le dernier ambassadeur britannique en Italie avant le déclenchement de la Seconde Guerre mondiale, s'efforçant en vain dans les mois qui précédèrent l'entrée en guerre de l'Italie de la garder neutre. Il était surnommé par son personnel « Loraine le Pompeux ». Churchill ne lui demanda pas son avis sur les affaires du Proche-Orient pendant la guerre, d'autant plus qu'il avait été munichois en 1938, et il se retira du service public.

## Plus tard
Loraine se retira de la carrière diplomatique en 1940. Il s'investit dans les courses de chevaux et l'élevage de pur-sangs : son cheval Darius remporta le 2000 Guineas Stakes en 1954. Il travailla pour le Jockey Club à l'introduction de prises de photographies pour la ligne d'arrivée dans les courses de chevaux.
Il mourut à son domicile londonien, le 23 mai 1961, âgé de 80 ans. Il n'eut pas d'enfants et son titre s'éteignit.

## Distinctions
Loraine est nommé conseiller privé en 1933, CMG en 1921, KCMG en 1925 et GCMG en 1937.

## Vie privée
Son frère aîné Eustace Loraine meurt célibataire dans un accident d'avion en 1912, et donc lorsque son père meurt en 1917, il lui succède en tant que 12e baronnet. En 1924, Sir Percy Loraine épouse Louise Violet Beatrice, fille du major-general Edward Montagu-Stuart-Wortley, frère du 2nd comte de Wharncliffe. Sir Percy demeurait à Styford Hall, à Stocksfield-on-Tyne, ainsi qu'à Wilton Crescent (quartier de Belgravia) à Londres. Il comptait parmi ses amis Gertrude Bell, ses collègues Sir Lancelot Oliphant (son cousin et témoin de mariage) et Sir  Arnold Wilson.